# Metilisotiazolinona
Metilisotiazolinona, MIT, comercialmente Kathon™, é o composto orgânico com a fórmula S(CH)2C(O)NCH3. É um sólido branco. isotiazolinonas, uma classe de heterociclos, são usados como biocidas em vários produtos de cuidados pessoais e outras aplicações industriais. O MIT e compostos relacionados atraíram muita atenção por suas propriedades alergênicas, por exemplo. dermatite de contato.
Foi introduzido pela primeira vez na Europa em meados da década de 1970 e, em 1980, nos EUA. Desde então, tem sido relatada uma tendência crescente de sensibilização ao MCI/MI e ao MI sozinho (que também é usado em cosméticos) a ponto de ser considerado uma epidemia.

## Preparação
É preparado por ciclização de cis-N-metil-3-tiocianoacrilamida:
{\displaystyle {\ce {NCSCH=CHC(O)NHCH3 -> SCH=CHC(O)NCH3 + HCN}}}

## Aplicações
A metilisotiazolinona é usada para controlar o crescimento microbiano em soluções contendo água. É normalmente usado em uma formulação com 5-cloro-2-metil-4-isotiazolin-3-ona (CMIT), em uma mistura 3:1 (CMIT:MIT) vendida comercialmente como Kathon . Kathon é fornecido aos fabricantes como uma solução estoque concentrada contendo de 1,5 a 15% de CMIT/MIT.
Kathon também tem sido usado para controlar o lodo na fabricação de produtos de papel que entram em contato com alimentos. Além disso, este produto serve como agente antimicrobiano em adesivos de látex e em revestimentos de papel que também entram em contato com alimentos.
Segunda a fabricante, Dow Chemical Company, MIT é usado ou pode ser usado em:
- Limpadores e polidores, como limpadores multiuso, toalhetes de limpeza e uso industrial, polidores/enceradores de pisos e móveis, lavagens automotivas, polidores e ceras
- Produtos de lavanderia, como detergentes líquidos para roupas, amaciantes e tira-manchas
- Detergentes líquidos, como detergentes para lavar louça e solução de limpeza líquida geral
- Outras aplicações, como lenços umedecidos, purificadores de ar, esponjas úmidas, purificadores de ar em gel
- Preservação de matérias-primas e tensoativos

## Perigos
O MIT é alérgeno e citotóxico, e isso levou a alguma preocupação com seu uso. Um relatório divulgado pelo Comitê Científico Europeu de Produtos Cosméticos e Produtos Não Alimentícios Destinados aos Consumidores (SCCNFP) em 2003 também concluiu que informações insuficientes estavam disponíveis para permitir uma análise de avaliação de risco adequada do MIT.
Relatórios crescentes de impacto no consumidor levaram a novas pesquisas, incluindo um relatório divulgado em 2014 pelo Comitê Científico de Segurança do Consumidor da Comissão Europeia, que relatou:
O aumento dramático nas taxas de casos relatados de alergia de contato ao MI, conforme detectado por testes de contato diagnósticos, não tem precedentes na Europa; houve repetidos avisos sobre o aumento. O aumento é causado principalmente pelo aumento da exposição do consumidor ao MI de produtos cosméticos; as exposições ao MI em produtos domésticos, tintas e no ambiente ocupacional também precisam ser consideradas. A demora na reavaliação da segurança do MI em produtos cosméticos preocupa o SCCS; afectou negativamente a segurança do consumidor.
A American Contact Dermatitis Society nomeou a metilisotiazolinona “alérgeno de contato do ano” em 2013. O North American Contact Dermatitis Group descobriu que a metilisotiazolinona causou 10,9% de reações positivas, sendo o terceiro alérgeno de contato mais comum nos resultados dos testes de contato que entrevistou cerca de 5.000 pacientes com dermatite de contato. Além disso, novas pesquisas sobre reatividade cruzada de pacientes sensibilizados pelo MIT para variantes benzisotiazolinona e octilisotiazolinona descobriram que as reações podem ocorrer se presentes em quantidades suficientes.
Desde 2008, a frequência de uma alergia ao MIT em testes de alergia aumentou continuamente de 1,6% (em 2008) para 7,1% em 2015. Isso pode ser atribuído diretamente à substituição de parabenos pelo MIT.Após 2014, o número de alergias à metilisotiazolinona na Alemanha diminuiu novamente, o que provavelmente se deve à limitação ou proibição desses conservantes no Regulamento Europeu de Cosméticos.